# Jäger der Macht
Jäger der Macht ist der vierte von zwölf geplanten Romanen im High-Fantasy-Zyklus Nebelgeboren des US-amerikanischen Autors Brandon Sanderson, von denen bisher (03/2022) sechs erschienen sind. Geplant ist eine Aufteilung in vier Trilogien, die jeweils in einem anderen Setting spielen. Er spielt in Sandersons fiktivem Kosmeer-Universum. Er wurde erstmals 2011 als The Alloy of Law von Tor veröffentlicht. Auf Deutsch ist der Roman in der Übersetzung durch Michael Siefener 2012 bei Heyne erschienen.
Der Roman führt zum ersten Mal in der Serie auch das Konzept der Zwillingsgeborenen ein, Wesen, die von Natur aus mit einer allomantischen und einer ferrochemischen Fähigkeit geboren wurden. Dies gemeinsam mit Fähigkeiten aus neuen Metallen, die in der ursprünglichen ersten Trilogie nicht vorhanden sind.

## Handlung
Jäger der Macht spielt in Analogie zum frühen 20. Jahrhundert, auf Scadrial, ungefähr 300 Jahre nach dem Abschluss der ursprünglichen Trilogie. Während diese in einem eher klassischen Fantasy-Setting stattfindet, ist diese zweite Trilogie eher Westernähnlich. Die Menschen haben technische Geräte und Schusswaffen erfunden.
Der Gesetzeshüter Waxillium Ladrian und seine Partnerin Lessie ermitteln in Feltrel, einer kleinen Stadt in den Raulanden, gegen einen Serienmörder. Sie beschließen, sich aufzuteilen und Wax folgt den Spuren des Mörders, die ihn in eine kleine Kirche führen. Lessie wurde vom Serienmörder gefangen genommen und als Geisel gehalten. Beim Versuch, sie zu befreien, tötet Wax Lessie aus Versehen.
Fünf Monate nach dem Tod von Lessie hat Wax die Rolle des Gesetzeshüters aufgegeben und ist nach Elantel zurückgekehrt, wo er nach dem Tod seines Onkels und seiner Schwester (die in einen Kutschenunfall verwickelt waren) das Oberhaupt seines Hauses geworden ist. Aufgrund der unzureichenden Finanzgeschäfte seines Onkels versucht Wax, das Haus Ladrian vor dem Bankrott zu retten. Der einzige Weg, dies zu tun, besteht darin, eine geeignete hochgeborene Dame aus einem finanziell stabilen Haus zu finden, um sie zu heiraten.
Kurz bevor er sich mit der vielversprechenden Kandidatin Lady Steris und ihrem Vater trifft, wird Wax unerwartet von seinem Freund, Stellvertreter und Meister der Verkleidung Wayne besucht (der ebenfalls ein Zwillingsgeborener mit der Fähigkeit ist, Geschwindigkeitsblasen zu erzeugen und Gesundheit in seinen Goldgeistern zu speichern) ist nach Elantel gekommen, um eine Reihe von Raubüberfällen und Entführungen zu untersuchen, für die eine Schurkenbande namens „Die Verschwinder“ verantwortlich ist. Er will Wax’ Hilfe, um den Fall zu lösen. Obwohl Wax immer noch zwischen seinem früheren Leben als Gesetzeshüter und seinen Verpflichtungen gegenüber dem Haus Ladrian hin- und hergerissen ist, weigert sich Wax, sich ihm anzuschließen. Während des Treffens mit Lady Steris, ihrem Vater und ihrer Halbschwester Marasi (die sich als entfernte Cousine von Lady Steris ausgibt, da sie unehelich geboren ist), gibt Wayne vor, Wax’ entfernter Onkel zu sein. Wax und Lady Steris einigen sich nach mehreren Monaten des Werbens darauf, zu heiraten und sich der Elitegesellschaft als Paar vorzustellen.
Auf einer Hochzeitsfeier des Hauses Tekiel tauchen die Vanishers auf und versuchen, Steris und Marasi zu entführen. Wax und Wayne, die als Team arbeiten, schaffen es, Marasi zu retten und die meisten Vanishers zu töten, als das Ereignis gewalttätig wird. Ihr Anführer und einige andere entkommen jedoch mit Steris. Wax beschließt, den Fall zu lösen und seine zukünftige Frau zu retten. Nach einer sorgfältigen Erinnerung an die Ereignisse bei der Hochzeit kommt Wax zu dem Schluss, dass die Bande von einem ehemaligen Gesetzeshüter namens Miles angeführt wird, der ein Zwillingsgeborener ist, der jede Verletzung fast sofort heilen kann.
Wayne entdeckt das Versteck der Banditen, nachdem er einen der Gefangenen in Polizeigewahrsam verhört hat, und trifft sich mit Wax und Marasi in Haus Ladrians Villa, um seine Erkenntnisse zu teilen. Dort versucht Wax’ Butler, ihn zu töten, doch dem Trio gelingt die Flucht.
Wax und Wayne, begleitet von Marasi, gehen zum Versteck der Banditen und finden es verlassen vor, mit minimalen verbleibenden Beweisen. Sie besuchen einen alten Bekannten – einen Büchsenmacher namens Ranette – und schmieden einen Plan, um die Banditen bei ihrem nächsten Raubüberfall zu fangen.
Wax folgert, dass die Verschwinder versuchen werden, einen Zug auszurauben, der große Mengen Aluminium transportiert (das aufgrund seiner Immunität gegen Allomantie äußerst wertvoll ist). Es gelingt ihm, in den Laderaum des Zuges zu schlüpfen. Währenddessen beobachten Wayne und Marasi, wie die Banditen die Wagen des Zuges wechseln und es schaffen, ihnen zu ihrem neuen Versteck zu folgen. Dort, nach einem langen Kampf, in dem alle Banditen außer Miles getötet wurden, schaffen es Wax und Marasi, Miles lange genug abzulenken (mit Marasis allomantischer Fähigkeit, die Zeit in einer Geschwindigkeitsblase zu verlangsamen), damit Wayne genügend Gesetzeshüter holen kann, um Miles einzufangen. Lady Steris wird gerettet, und obwohl Wax sich zu Marasi hingezogen fühlt, beschließt er, die geplante Ehe einzugehen.
Wax entdeckt, dass die Person, die Miles in erster Linie rekrutiert hat, der angeblich tote Lord Edwarn Ladrian ist, Wax’ Onkel, der immer noch die anderen entführten Frauen festhält. Edwarn ist mit einer Schattenorganisation verbunden und hat die Raubüberfälle genutzt, um einen profitablen Versicherungsbetrug zu begehen. Wax und Wayne entscheiden, dass sie in Elantel bleiben und versuchen, Lord Edwarn und seine Organisation daran zu hindern, ihre Pläne umzusetzen. Miles wird seines Metallgeistes beraubt und öffentlich hingerichtet. Marasi wird von Eisenauge (Marsh als Stahlinquisitor, der sich mittels Gefühlsallomantie in die Zukunft begeben hat) angesprochen und erhält ein mysteriöses Buch von ihm.

## Charaktere
- Waxillium „Wax“ Ladrian: Ein Nachkomme von Wehers Haus aus der ursprünglichen Trilogie. Er ist in den Vierzigern, ein Gesetzeshüter mit zwanzig Jahren Erfahrung. Nachdem er sein Leben als Gesetzeshüter in den Raulanden hinter sich gelassen hat, kehrt er zurück, um sein Adelshaus wieder aufzubauen, das sein Onkel arm und mittellos hinterlassen hat. Er ist ein ausgezeichneter Schütze und ein scharfsinniger Ermittler. Er ist ein Zwillingsgeborener, der als „Crasher“ bekannt ist, mit der allomantischen Fähigkeit, Metalle zu schieben und der ferrochemischen Fähigkeit, sein Gewicht zu erhöhen oder zu verringern.
- Wayne: Wax’ bester Freund und Stellvertreter, Wayne folgt Wax zurück in die Stadt und drängt ihn, wieder als Gesetzeshüter tätig zu werden. Auch ein Zwillingsgeborener, ist er allomantisch in der Lage, Geschwindigkeitsblasen zu machen, in denen die Zeit komprimiert und beschleunigt wird; Er kann auch ferrochemisch Gesundheit in einem Gold-Metallgeist speichern, um schnell zu heilen, im Austausch für eine Zeit mit schlechter Gesundheit. Er ist geschickt darin, sich zu verkleiden und Akzente zu imitieren.
- Marasi Colms: Sie ist eine intelligente Frau, studiert Jura an der Universität und hat eine Leidenschaft für Statistik. Nachdem sie die Geschichten von Wax und Waynes guten Taten in den Raulanden gehört hat, wird sie ein Fan und begleitet sie. Sie kann allomantisch Geschwindigkeitsblasen erzeugen, die die Zeit innerhalb der Blase verlangsamen, während außerhalb der Blase die Zeit frei fließt. Sie ist ein uneheliches Kind von Lord Jackstom Harms und die Halbschwester von Steris.
- Steris Harms: Die legitime Tochter von Lord Harms und die Halbschwester von Marasi. Sie ist mit Wax verlobt. Sie wird als steife, zu formelle und etwas langweilige junge Frau charakterisiert. Wax ist sich dieser Eigenschaften bewusst, stimmt jedoch zu, sie zu heiraten, in der Hoffnung, sich in der Stadt niederzulassen und den Reichtum ihres Hauses zu sichern. Als sie von einer Räuberbande namens Verscheinder entführt wird, nimmt Wax es auf sich, sie aufzuspüren und sie zu retten.
- Miles Dagouter: Ein ehemaliger Gesetzeshüter und Bekannter von Wax aus seiner Zeit in den Raulanden. Er ist vom System verbittert und glaubt, dass der Reichtum und der Pomp von Elantel die Ursache für die Entbehrungen in den Raulanden sind. Er führt jetzt die Verschwinder. Er ist auch ein Zwillingsgeborener, mit der Fähigkeit, alle Wunden fast sofort an sich selbst zu heilen, aufgrund von sowohl ferrochemischen als auch allomantischen Gaben mit Gold, was ihm den Namen „Miles Hundertleben“ einbrachte.
- Lessie: Wax’ ehemaliges Liebesbeziehung und Partner, als er als Gesetzeshüter diente. Wax tötet sie aus Versehen, als er auf einen Serienmörder schießt. Der Vorfall wird für Wax zum Anlass, die Raulande zu verlassen und nach Elantel zurückzukehren.

## Hintergrund
Die Arbeit, die schließlich zu Jäger der Macht wurde, war ursprünglich eine kreative Schreibübung, die nicht unbedingt zur Veröffentlichung gedacht war, um Sandersons Kopf freizubekommen, bevor er die Arbeit an Die Schlacht der Schatten aus Das Rad der Zeit fortsetzte, sowie dem nächsten Buch der Sturmlicht-Chroniken. Es stellte sich besser als erwartet heraus und wurde zur Veröffentlichung freigegeben.
Jäger der Macht wurde ursprünglich als eigenständige Übergangs-Fortsetzung der ersten Nebelgeboren-Trilogie veröffentlicht. Im Dezember 2014 erklärte Sanderson, er werde eine Nachfolgetrilogie zu Jäger der Macht schreiben, und es wurde später das erste von drei Büchern in der Wax und Wayne-Reihe, also der zweiten Nebelgeboren-Trilogie.

## Kritiken
Jäger der Macht debütierte auf Platz 9 der Combined Print and E-Book New York Times Bestseller-Liste, Platz 10 auf der Bestsellerliste der kombinierten Hardcover- und Taschenbuchliteratur der New York Times, und #13 auf der E-Book-Bestsellerliste der New York Times.
Der Roman debütierte auf Platz 10 der Bestsellerliste der Hardcover-Romane der Washington Post.
Das Library Journal lobte es als „sehr empfehlenswert für Fantasy-Fans, insbesondere für Anhänger der ursprünglichen Trilogie“ und dass es „kein abgestandener Besuch in einer liebevoll in Erinnerung gebliebenen Kulisse“ in seiner Sterne-Rezension ist.
Der Roman erhielt eine gemischte Kritik von Kirkus Reviews, in der es hieß: „Sandersons frische Ideen über die Quelle und den Einsatz von Magie sind sowohl fesselnd als auch originell - erwarten Sie nur keine rigoros ausgearbeiteten Handlungsdetails, einprägsame Charaktere. oder erzählerische Tiefe. Denken Sie lebhaft. Denken Sie an Spaß.“
Publishers Weekly drückte aus, dass sie es als „einen Teil Sherlock Holmes, ein Teil X-Men“ ansehen und dass es ein „aufregendes eigenständiges Abenteuer voller Schießereien und witzigem Geplänkel ist.“

### Auszeichnungen
- 2011: Whitney Awards als Best Speculative Fiction[11]
- 2011: Goodreads Choice Awards als bester Fantasy Roman (Nominierung)[12]
- 2012: David Gemmell Award als bester Roman (Nominierung)[13]

## Ausgaben
- The Alloy of Law. Tor, 2011, ISBN 978-0-7653-3042-0.
  - Jäger der Macht. Heyne, 2012, ISBN 978-3-453-52942-7.

### Hörbuch
- Jäger der Macht. Random House Audio, 2012, gelesen von Detlef Bierstedt[14]